# Roy Emile Gereau
Roy Emile Gereau, né le 5 décembre 1947 à Rock Island (Illinois), est un botaniste américain, spécialiste des plantes d'Afrique et d'Amérique centrale.